# Piłka ręczna na Letnich Igrzyskach Olimpijskich 2012 – kwalifikacje mężczyzn

## Podsumowanie kwalifikacji
| Nazwa imprezy                         | Data przeprowadzenia               | Gospodarz        | Miejsc | Zakwalifikowani    |
| ------------------------------------- | ---------------------------------- | ---------------- | ------ | ------------------ |
| Gospodarz                             | -                                  | -                | 1      | Wielka Brytania    |
| Mistrzostwa Świata 2011               | 13 – 30 stycznia 2011              | Szwecja          | 1      | Francja            |
| Mistrzostwa Europy 2012               | 17 – 29 stycznia 2012              | Serbia           | 1      | Dania              |
| Mistrzostwa Afryki 2012               | 11 – 20 stycznia 2012              | Maroko           | 1      | Tunezja            |
| Azjatycki Turniej kwalifikacyjny 2011 | 23 października – 2 listopada 2011 | Korea Południowa | 1      | Korea Południowa   |
| Igrzyska Panamerykańskie 2011         | 16 – 24 października 2011          | Meksyk           | 1      | Argentyna          |
| I Światowy Turniej Kwalifikacyjny     | 6 – 8 kwietnia 2012                | Hiszpania        | 2      | Hiszpania Serbia   |
| II Światowy Turniej Kwalifikacyjny    | 6 – 8 kwietnia 2012                | Szwecja          | 2      | Szwecja Węgry      |
| III Światowy Turniej Kwalifikacyjny   | 6 – 8 kwietnia 2012                | Chorwacja        | 2      | Chorwacja Islandia |
| Razem                                 |                                    |                  | 12     |                    |

| Legenda                                                                            |
| ---------------------------------------------------------------------------------- |
| Zespół automatycznie zakwalifikowany do turnieju olimpijskiego                     |
| Zespół zakwalifikowany do turnieju kwalifikacyjnego poprzez Mistrzostwa Świata     |
| Zespół zakwalifikowany do turnieju kwalifikacyjnego poprzez Mistrzostwa Kontynentu |

## Mistrzostwa Świata
| Miejsce | Zespół           |
| ------- | ---------------- |
| złoto   | Francja          |
| srebro  | Dania            |
| brąz    | Hiszpania        |
| 4       | Szwecja          |
| 5       | Chorwacja        |
| 6       | Islandia         |
| 7       | Węgry            |
| 8       | Polska           |
| 9       | Norwegia         |
| 10      | Serbia           |
| 11      | Niemcy           |
| 12      | Argentyna        |
| 13      | Korea Południowa |
| 14      | Egipt            |
| 15      | Algieria         |
| 16      | Japonia          |
| 17      | Słowacja         |
| 18      | Austria          |
| 19      | Rumunia          |
| 20      | Tunezja          |
| 21      | Brazylia         |
| 22      | Chile            |
| 23      | Bahrajn          |
| 24      | Australia        |

## Kwalifikacje kontynentalne

### Afryka
| Miejsce | Zespół                        |
| ------- | ----------------------------- |
| złoto   | Tunezja                       |
| srebro  | Algieria                      |
| brąz    | Egipt                         |
| 4       | Maroko                        |
| 5       | Senegal                       |
| 6       | Angola                        |
| 7       | Kamerun                       |
| 8       | Demokratyczna Republika Konga |
| 9       | Kongo                         |
| 10      | Wybrzeże Kości Słoniowej      |
| 11      | Gabon                         |
| 12      | Burkina Faso                  |

### Ameryka
| Miejsce | Zespół            |
| ------- | ----------------- |
| złoto   | Argentyna         |
| srebro  | Brazylia          |
| brąz    | Chile             |
| 4       | Dominikana        |
| 5       | Kanada            |
| 6       | Meksyk            |
| 7       | Stany Zjednoczone |
| 8       | Wenezuela         |

### Azja
| Miejsce | Zespół           |
| ------- | ---------------- |
| złoto   | Korea Południowa |
| srebro  | Japonia          |
| brąz    | Iran             |
| 4       | Arabia Saudyjska |
| 5       | Katar            |
| 6       | Chiny            |
| 7       | Kuwejt           |
| 8       | Oman             |
| 9       | Uzbekistan       |
| 10      | Kazachstan       |

### Europa
| Miejsce | Zespół             |
| ------- | ------------------ |
| złoto   | Dania              |
| srebro  | Serbia             |
| brąz    | Chorwacja          |
| 4       | Hiszpania          |
| 5       | Macedonia Północna |
| 6       | Słowenia           |
| 7       | Niemcy             |
| 8       | Węgry              |
| 9       | Polska             |
| 10      | Islandia           |
| 11      | Francja            |
| 12      | Szwecja            |
| 13      | Norwegia           |
| 14      | Czechy             |
| 15      | Rosja              |
| 16      | Słowacja           |

## Turnieje kwalifikacyjne
Uczestnicy Światowych Turniejów Kwalifikacyjnych:
| I Turniej kwalifikacyjny | II Turniej kwalifikacyjny | III Turniej kwalifikacyjny |
| --- | --- | --- |
| - Mistrzostwa Świata 2011 - 3 miejsce: Hiszpania - Mistrzostwa Świata 2011 - 8 miejsce: Polska - Mistrzostwa Afryki 2012 - 2 miejsce: Algieria - Mistrzostwa Europy 2012 - 2 miejsce: Serbia | - Mistrzostwa Świata 2011 - 4 miejsce: Szwecja - Mistrzostwa Świata 2011 - 7 miejsce: Węgry - Igrzyska Panamerykańskie 2011 - 2 miejsce: Brazylia - Mistrzostwa Europy 2012 - 5 miejsce: Macedonia | - Mistrzostwa Świata 2011 - 5 miejsce: Chorwacja - Mistrzostwa Świata 2011 - 6 miejsce: Islandia - Azjatycki Turniej kwalifikacyjny 2011 - 2 miejsce: Japonia - Igrzyska Panamerykańskie 2011 - 3 miejsce: Chile |

### I Turniej kwalifikacyjny
| Zespół    | Pkt | M | W | R | P | G+ | G– | +/- |
| --------- | --- | - | - | - | - | -- | -- | --- |
| Hiszpania | 6   | 3 | 3 | 0 | 0 | 90 | 69 | +21 |
| Serbia    | 3   | 3 | 1 | 1 | 1 | 78 | 73 | +5  |
| Polska    | 3   | 3 | 1 | 1 | 1 | 75 | 85 | -10 |
| Algieria  | 0   | 3 | 0 | 0 | 3 | 65 | 81 | -16 |

### II Turniej kwalifikacyjny
| Zespół    | Pkt | M | W | R | P | G+ | G– | +/- |
| --------- | --- | - | - | - | - | -- | -- | --- |
| Szwecja   | 6   | 3 | 3 | 0 | 0 | 78 | 67 | +11 |
| Węgry     | 4   | 3 | 2 | 0 | 1 | 87 | 79 | +2  |
| Brazylia  | 2   | 3 | 1 | 0 | 2 | 75 | 81 | -6  |
| Macedonia | 0   | 3 | 0 | 0 | 3 | 76 | 83 | -7  |

### III Turniej kwalifikacyjny
| Zespół    | Pkt | M | W | R | P | G+  | G–  | +/- |
| --------- | --- | - | - | - | - | --- | --- | --- |
| Chorwacja | 6   | 3 | 3 | 0 | 0 | 102 | 65  | +37 |
| Islandia  | 4   | 3 | 2 | 0 | 1 | 94  | 78  | +16 |
| Japonia   | 2   | 3 | 1 | 0 | 2 | 85  | 103 | -18 |
| Chile     | 0   | 3 | 0 | 0 | 3 | 58  | 93  | -35 |